# Niebüll
Niebüll (en frisón septentrional: Naibel; en danés: Nibøl) es una ciudad y municipio situado en el distrito de Frisia Septentrional, en el norteño estado federado de Schleswig-Holstein (Alemania), con una población a finales de 2016 de unos 9946 habitantes.
Se encuentra ubicado al noroeste del estado, cerca de la costa del mar del Norte y de la frontera con Dinamarca.